# Thomas Robins (Schauspieler)
Thomas Robins (* vor 1995 in Neuseeland) ist ein neuseeländischer Schauspieler.

## Leben
Er wurde in Sydney geboren und ist Schauspieler in neuseeländischen Filmproduktionen. Berühmt wurde er in Neuseeland, da er in der Frühstückfernsehshow Squirt die Rolle des Wirtes spielt. 2003 wurde er auch auf internationaler Ebene bekannt, da er in Peter Jacksons drittem Teil der Herr-der-Ringe-Trilogie Smeagols Cousin Deagol spielt. Heute lebt er in Sydney mit seiner Frau und zwei Töchtern.

## Filmografie
- 1995: Forgotten Silver
- 2003: Der Herr der Ringe: Die Rückkehr des Königs (The Lord of the Rings: The Return of the King)
- 2005: King Kong
- 2005–2008: Mr. Morton: Sieben Perioden mit Herrn Gormsby
- 2012: Der Hobbit: Eine unerwartete Reise (The Hobbit: An Unexpected Journey)